# Masculinisme
Masculinisme is een verzameling van maatschappelijke en politieke bewegingen die streven naar de opheffing van achterstelling/discriminatie van mannen en hier (meer) maatschappelijke aandacht voor vragen. De beweging probeert ongelijke verhoudingen tussen mannen en vrouwen kritisch te analyseren. Masculinisme wordt veelal beschouwd als de mannelijke tegenhanger van het veel bekendere feminisme.
De term kent ook enkele meer afkeurende, pejoratieve betekenissen: het streven naar herstel van patriarchale verhoudingen dan wel als synoniem van androcentrisme.

## Vormen van achterstelling van mannen
Mannen hebben volgens masculinisten te maken met vooroordelen of achterstelling, die onder andere betrekking kunnen hebben op huiselijk geweld (eenzijdige fixatie op mannelijk geweld), de veiligheid van de werkplek (mannelijke beroepen zijn gemiddeld gevaarlijker en daar is minder aandacht voor), militaire dienstplicht (deze is in vrijwel alle landen alleen verplicht voor mannen), juridische positie (mannen worden zwaarder bestraft voor dezelfde misdrijven), seksueel geweld (waarover onder mannelijke slachtoffers een groot taboe heerst), gezag over en zorg voor kinderen (bijvoorbeeld na echtscheiding), de gemiddeld kortere levensduur van mannen en deelname aan gefeminiseerd onderwijs (onontkoombaar en ongunstig voor jongens) en psychologische zorg.

## Situatie in Nederland
In Nederland zijn, in tegenstelling tot een aantal omringende landen, geen bewegingen die zich expliciet onder deze noemer scharen. Wel zijn er diverse organisaties die zich specifiek richten op de rechten van mannen.